# HEROES (東京スカパラダイスオーケストラのアルバム)
『HEROES』（ヒーローズ）は2011年3月16日、cutting edgeより発売された東京スカパラダイスオーケストラ2作目のミニ・アルバム。

## 概要
- アニメ映画『ONE PIECE 3D 麦わらチェイス』の劇中曲をまとめたミニ・アルバム。
- 初回プレスのみ、ジャンプ・ヒーローズ・フィルム・キャラクター・オリジナル書き下ろし3Dジャケット仕様[3]。

## 収録曲
1. Break into the Light ～約束の帽子～
2. The Sharing Song ～トリコのテーマ～
3. Nocturne
4. Straw Hat Boogie～Splash～Chase
5. SEA MONSTERS～Break into the Light ver.#1～Roar of swords
6. Nocturne ver.#1～Break into the Light ver.#2～Full throttle～Day By Day